# Gänsbrunnen

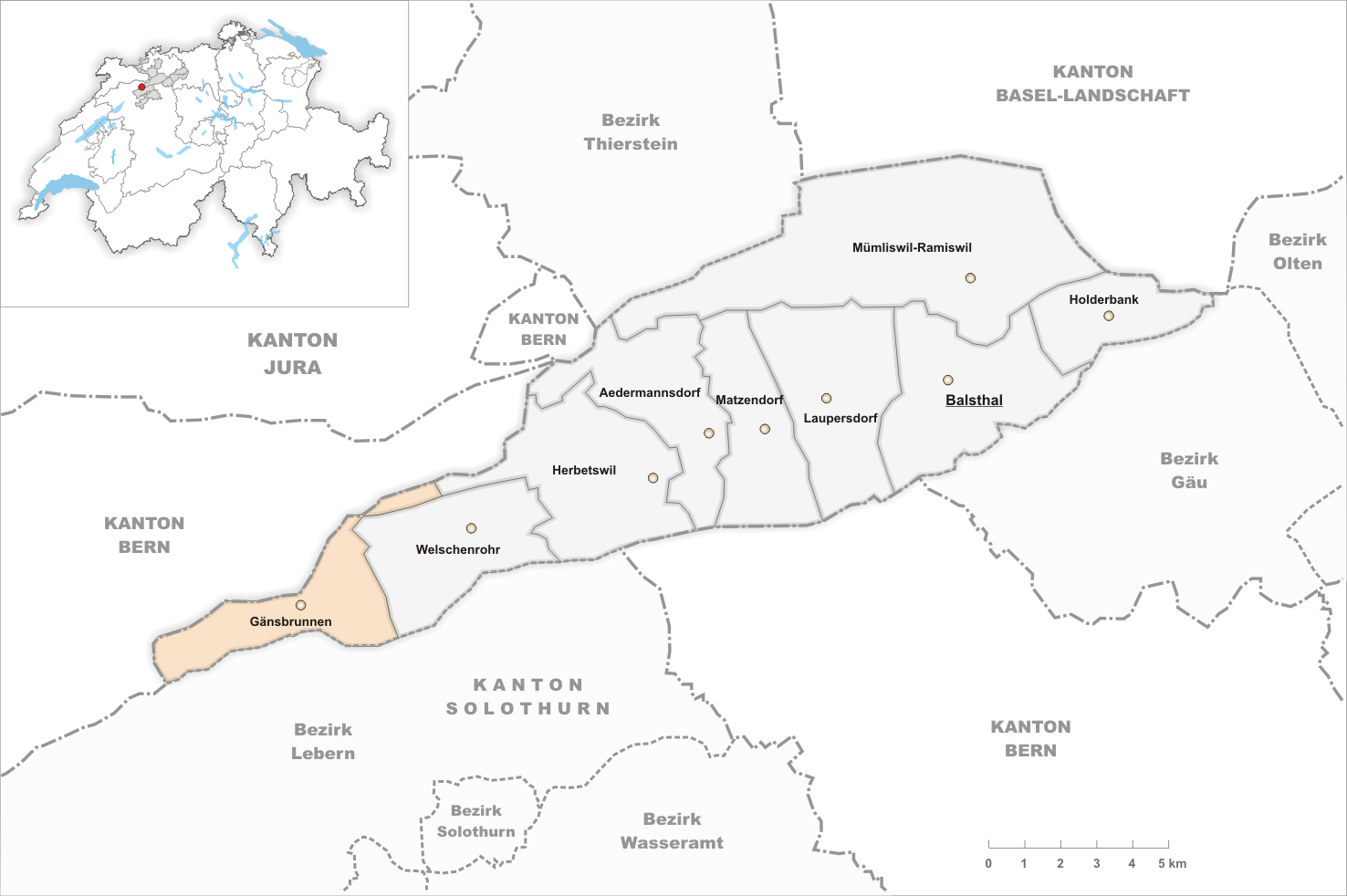
Gemeindestand vor der Fusion am 1. Januar 2021

Gänsbrunnen ist eine Ortschaft in der Gemeinde Welschenrohr-Gänsbrunnen im Bezirk Thal des Kantons Solothurn in der Schweiz. Der französische Name des Dorfes lautet Saint-Joseph. Am 1. Januar 2021 fusionierte Gänsbrunnen mit Welschenrohr zur neuen Gemeinde Welschenrohr-Gänsbrunnen.

## Geographie
Gänsbrunnen liegt auf 731 m ü. M., 8 km nordwestlich des Kantonshauptortes Solothurn (Luftlinie). Die Streusiedlungsgemeinde erstreckt sich in einem Talkessel des Bantlibachs, im äussersten Westen des Juralängstals von Balsthal, am Nordfuss der Weissensteinkette im Solothurner Jura.
Die Fläche des ehemaligen, 11,4 km² grossen Gemeindegebiets umfasste einen stark reliefierten Abschnitt des Solothurner Juras. Den zentralen Teil bildet der Talkessel von Gänsbrunnen, in dem sich der Bantlibach und der Rüschbach vereinigen und als La Raus nach Nordwesten durch die Klus von Gänsbrunnen zur Birs fliessen. Westlich dieses Talkessels gehörte ein grosser Teil des Einzugsgebietes des Bantlibachs mit dem Binzberg (Passübergang ins Vallée de Tavannes) zu Gänsbrunnen. Die nördliche Grenze bildete dabei der Oberdörferberg (1297 m ü. M.) auf der Antiklinale der Graitery, im Süden verlief die Grenze nicht auf dem Hauptkamm der ersten Jurakette, sondern auf dem nördlich davon gelegenen Felskamm mit steil aufgerichteten Schichten aus Malmkalk. Das Gewölbe der Weissenstein-Antiklinale ist hier aufgebrochen, und durch die fortschreitende Erosion entstanden mehrere Halbklusen.
Östlich des Talkessels von Gänsbrunnen reichte die Gemeindefläche über eine niedrige Passhöhe in das Quellgebiet der Dünnern. Dieses wird im Süden vom Dilitschkopf (mit 1333 m ü. M. die höchste Erhebung von Gänsbrunnen), der zum Weissenstein gehört, im Norden von der Walenmatt (1239 m ü. M.) flankiert. Deren Hänge sind dicht bewaldet und teilweise von Felsbändern durchzogen. In einem langen schmalen Zipfel, der an seiner dünnsten Stelle nur etwa 50 Meter breit ist, erstreckte sich der Gemeindeboden von der Walenmatt nach Nordosten über die Bergweiden Malsenberg und Harzer (1145 m ü. M.) bis in den Harzergraben oberhalb von Welschenrohr. Von der Gemeindefläche entfielen 1997 2 % auf Siedlungen, 67 % auf Wald und Gehölze und 31 % auf Landwirtschaft.
Zu Gänsbrunnen gehörten verschiedene Einzelhöfe im Tal und Sennhöfe auf den Jurahöhen. Nachbargemeinden waren Herbetswil, Welschenrohr, Oberdorf und Selzach im Kanton Solothurn sowie Court, Eschert, Grandval, Crémines, Corcelles und Seehof im Kanton Bern.

## Bevölkerung
Mit 83 Einwohnern (Stand 31. Dezember 2020) gehörte Gänsbrunnen zu den kleinsten Gemeinden des Kantons Solothurn. Von den Bewohnern sind 95,2 % deutschsprachig und 4,8 % französischsprachig (Stand 2000). Die Bevölkerungszahl von Gänsbrunnen belief sich 1850 auf 176 Einwohner, 1900 auf 153 Einwohner. Mit dem Bau und der Eröffnung der Eisenbahnstrecke Moutier–Gänsbrunnen–Solothurn stieg die Bevölkerungszahl bis 1910 auf 214 Personen an. Seit 1950 (193 Einwohner) wurde durch starke Abwanderung ein Bevölkerungsrückgang um 57 % verzeichnet.
Einwohnerzahlen: Volkszählungsdaten

## Wirtschaft
Gänsbrunnen war schon seit dem 16. Jahrhundert ein vorwiegend durch den Bergbau und die Eisenverarbeitung geprägtes Dorf. Heute dominiert in der Ortschaft die Landwirtschaft, insbesondere Milchwirtschaft und Viehzucht haben einen wichtigen Stellenwert in der Erwerbsstruktur der Bevölkerung. Einige weitere Arbeitsplätze sind im lokalen Kleingewerbe und im Dienstleistungssektor vorhanden. Nördlich des Dorfes wird ein grosser Steinbruch ausgebeutet.

## Verkehr
Die Ortschaft ist verkehrsmässig gut erschlossen. Sie liegt an der Hauptstrasse 30 von Oensingen nach Moutier. Am 1. August 1908 wurde die Eisenbahnlinie der Solothurn-Münster-Bahn von Solothurn durch den 3,7 km langen Weissensteintunnel nach Moutier in Betrieb genommen. Der Bahnhof Gänsbrunnen am Nordportal des Tunnels befindet sich in der Klus unterhalb des Dorfes, bereits auf dem Gemeindegebiet von Crémines. Durch einen Postautokurs, welcher die Strecke von Balsthal nach Gänsbrunnen bedient, ist die Streusiedlungsgemeinde an das Netz des öffentlichen Verkehrs angeschlossen.

## Geschichte
Die erste urkundliche Erwähnung des Ortes erfolgte 1400 unter dem Namen Gensprunnen; von 1423 ist die Bezeichnung Gensbrunnen überliefert. Gänsbrunnen gehörte im Mittelalter zur Propstei Moutier-Grandval. Im Jahr 1569 ging das Dorf durch Kauf an Solothurn über und wurde der Landvogtei Falkenstein eingegliedert. Erzabbau und Eisenverarbeitung im kleinen Stil gab es bereits im 16. Jahrhundert. Die erste Eisenschmelze in Gänsbrunnen wurde 1693 gegründet. Daneben gab es auf dem Gelände des Berghofes Schafmatt der damaligen Familie Hug eine Glashütte (etwa 1560–1625) und mehrere Mühlen. Wegen seiner Lage an der Grenze zum Fürstbistum Basel und ab 1797 an der Grenze nach Frankreich (Département du Mont-Terrible respektive Haut-Rhin ab 1800 bis 1815) war Gänsbrunnen früher eine wichtige Grenzstation mit Zollamt.
Nach dem Zusammenbruch des Ancien Régime (1798) wurde Gänsbrunnen dem Bezirk Balsthal-Thal zugeteilt. Von 1805 bis 1845 wurde von der Firma Ludwig Von Roll & Cie. ein Hochofen betrieben, der später nach Choindez verlegt wurde, weil der Eisenerzabbau nicht mehr rentierte. Der Bergbau wurde damit aufgegeben; seit 1908 wird jedoch ein Kalksteinbruch ausgebeutet. Die Sperrstelle Gänsbrunnen wurde während des Zweiten Weltkriegs gebaut und gilt als militärisches Denkmal von nationaler Bedeutung.

## Sehenswürdigkeiten
Die katholische Pfarrkirche St. Joseph wurde 1627 im Stil der Spätgotik etwas abseits des Dorfes Gänsbrunnen erbaut. Sie besitzt einen beeindruckenden Hochaltar und bildet mit dem Pfarrhaus (1720) eine Einheit. Das 2003 eröffnete Tanksäulenmuseum ist 2011 nach Laupersdorf umgezogen. Drei Festungswerke der Sperrstelle Gänsbrunnen aus dem Zweiten Weltkrieg wurden 2004 unter kantonalen Denkmalschutz gestellt.

## Bilder

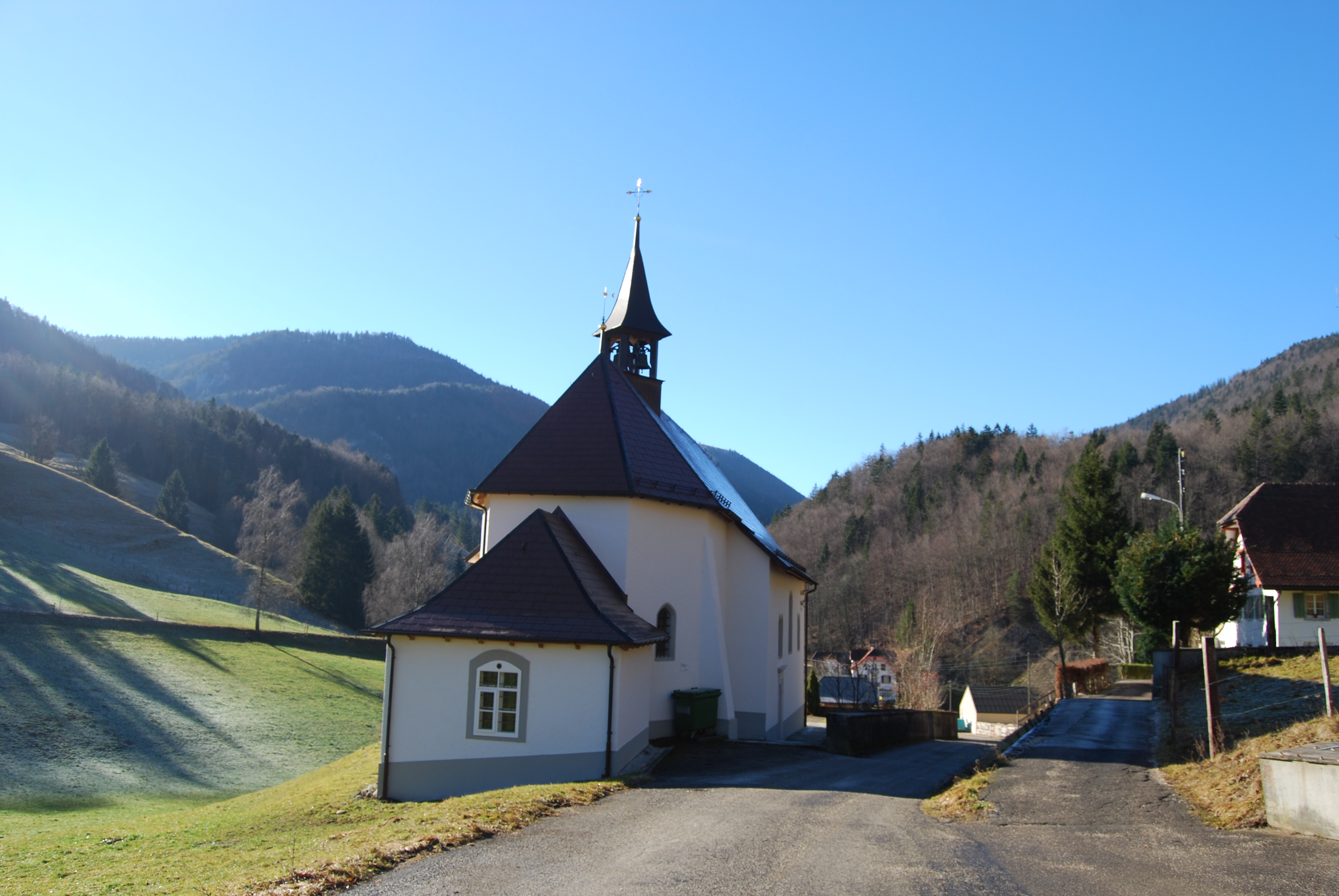
Kirche St. Joseph von Osten her gesehen
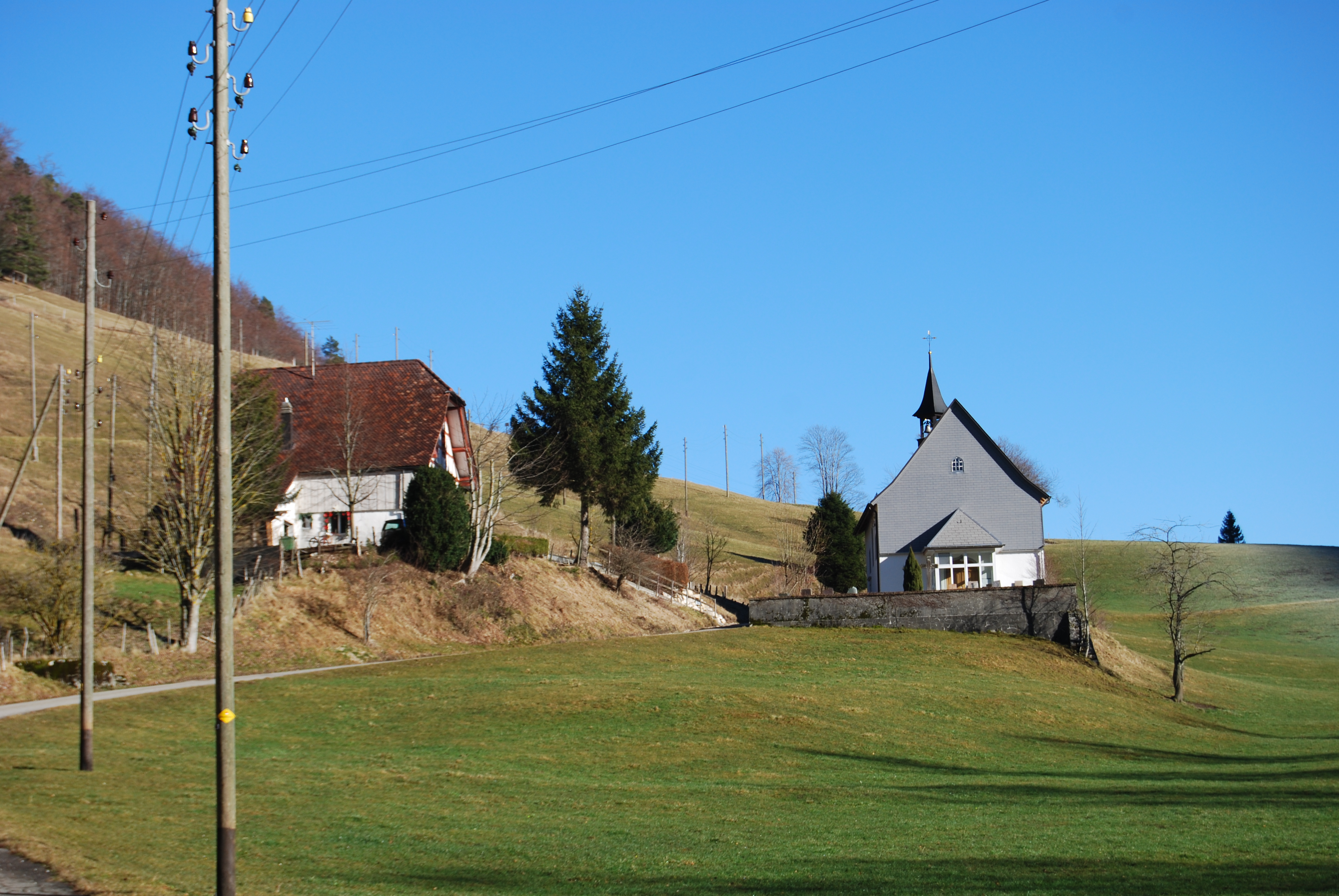
Kirche St. Joseph und Pfarrhaus von Westen her gesehen
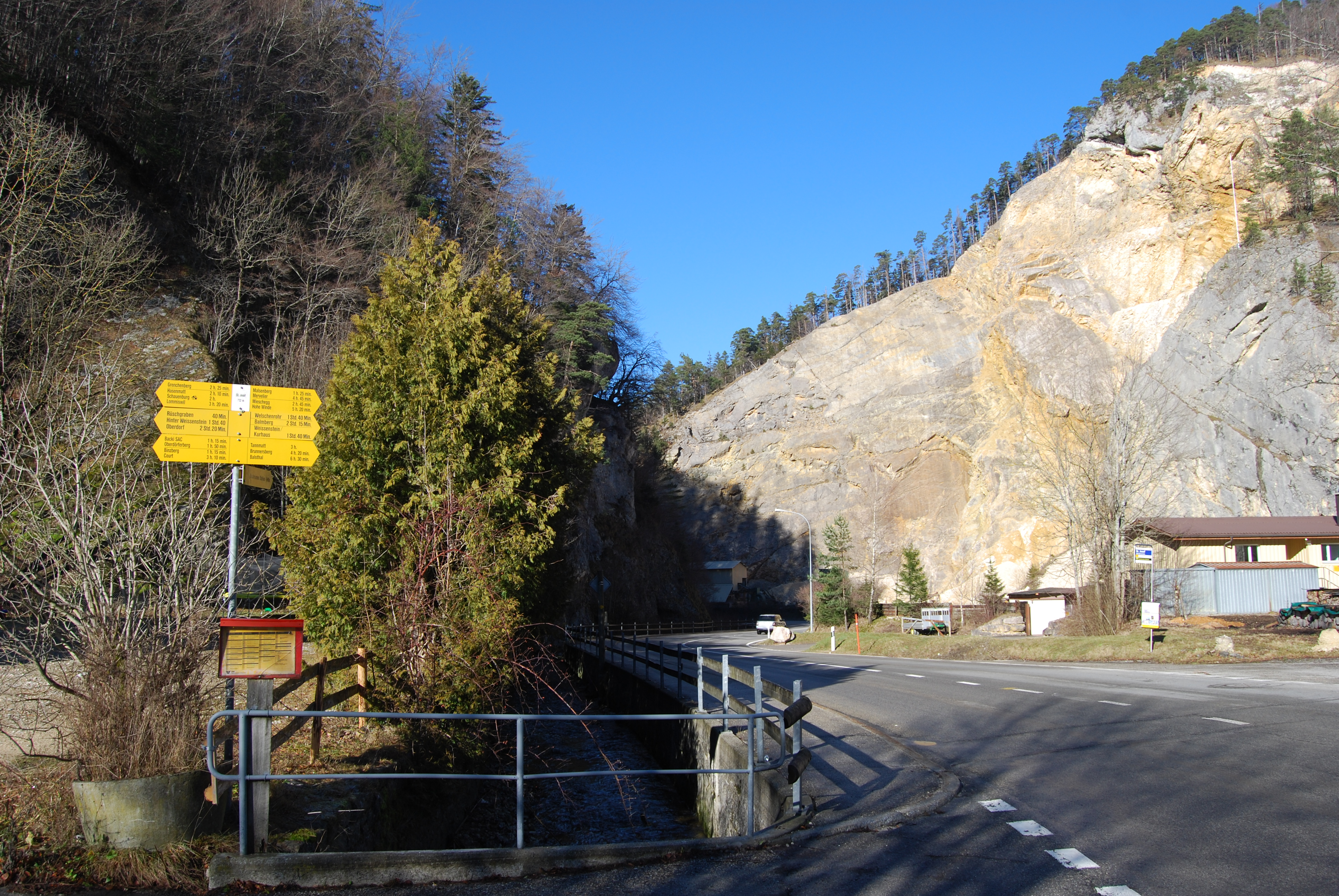
Steinbruch und La Raus vor der Klus
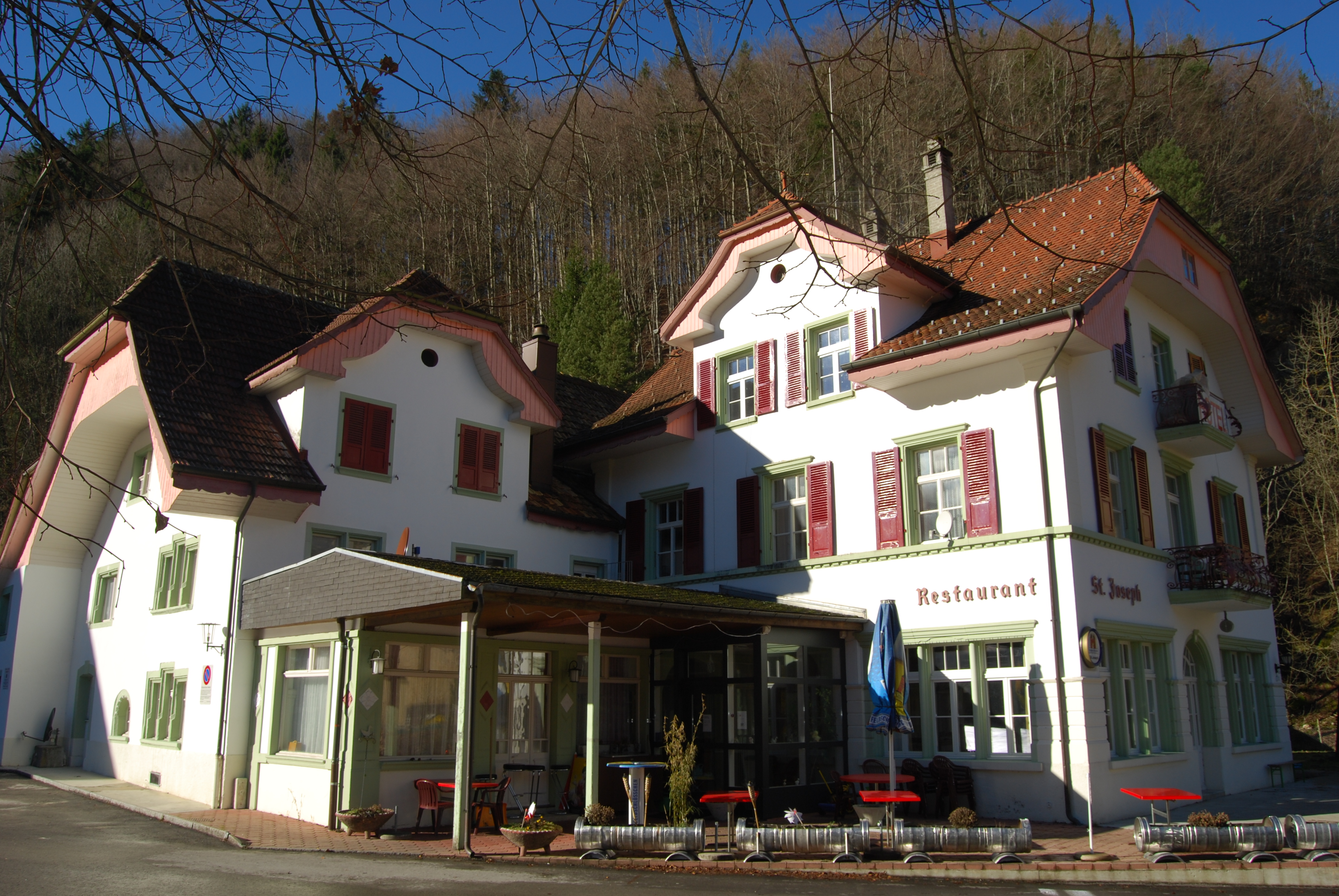
Hotel und Restaurant «St. Joseph»

## Wappen
Blasonierung
In Grün drei (2 über 1) weisse Gänse